# Кельце (станция)
Кельце (пол. Kielce) — пассажирская и грузовая железнодорожная станция в городе Кельце, в Свентокшиском воеводстве Польши. Имеет 3 платформы и 5 путей. Относится по классификации к категории B, т.е. обслуживает от 1 до 2 миллионов пассажиров ежегодно.
Станция Кельцы была построена в 1885 году на линии Ивангородо-Домбровской железной дороги (Ивангород — Радом — Бзин — Сухеднев — Кельцы — Хенцины — Мехов — Вольбром — Олькуш — Славков — Домброва) с шириной русской колеи, когда город Кельцы (пол. Kielce, Кельце) был в составе Царства Польского. 
Теперь существующее здание вокзала построили в 1971 году.